# Sverre Fehn
Sverre Fehn (Kongsberg, 14 agosto 1924 – Oslo, 23 febbraio 2009) è stato un architetto norvegese.

## Biografia

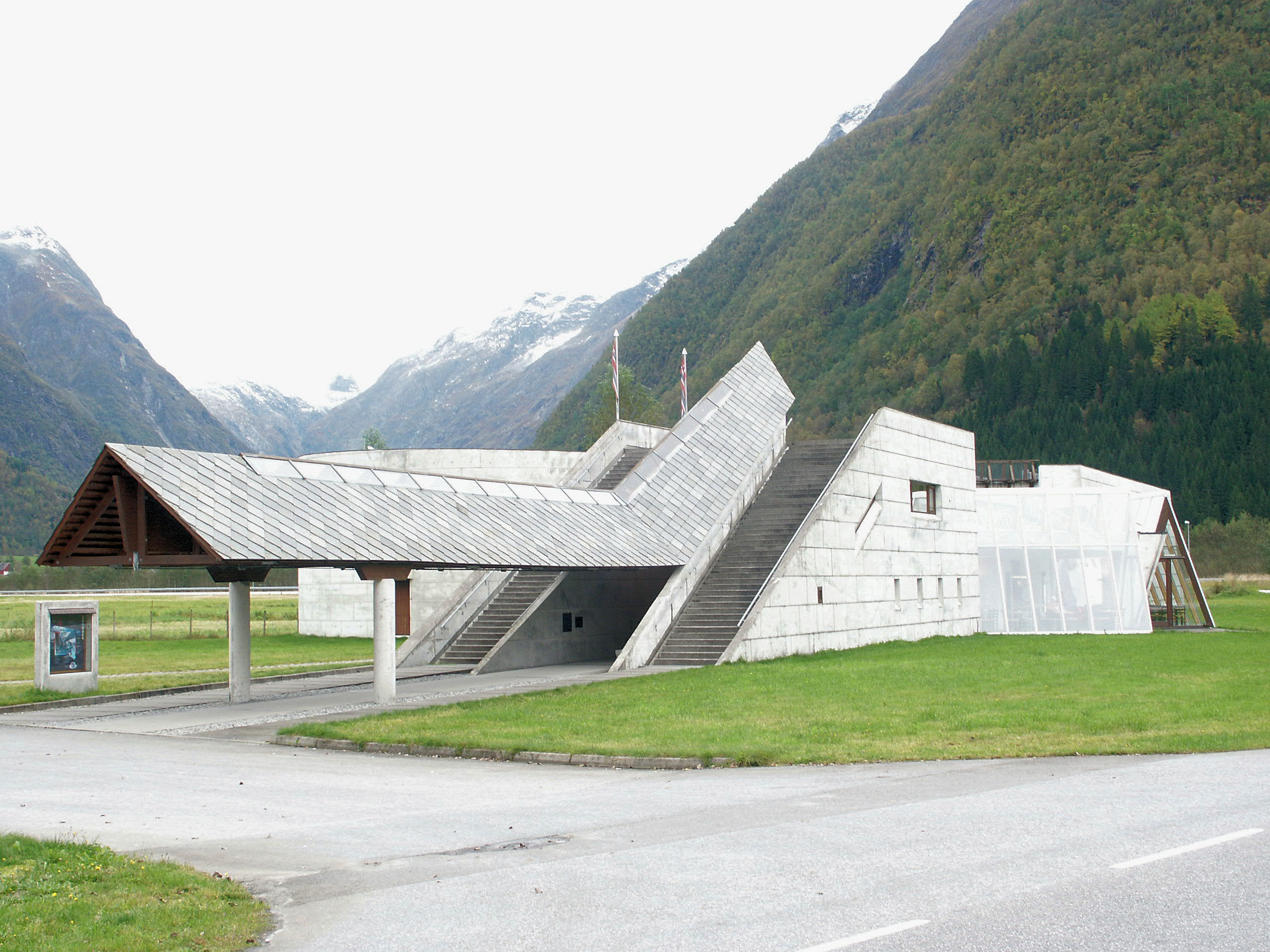
Museo dei Ghiacciai a Fjærland

Ha studiato alla Scuola di architettura di Oslo dove si è laureato nel 1949. Nel 1950 Sverre Fehn assieme al suo professore Arne Korsmo e ad altri architetti norvegesi della sua generazione, Christian Norberg-Schulz, Peter Andreas Munch Mellbye, Geir Grung, Odd Østbye, Håkon Mjelva e Robert Esdaile e all'architetto danese Jørn Utzon, fonda il gruppo PAGON (Gruppo degli Architetti Progressisti di Oslo Norvegia) che era il ramo norvegese dei CIAM (Congresso Internazionale di Architettura Moderna).
Il loro intento era progettare un'architettura fondata sui principi del Movimento Moderno, ma espressa con i materiali ed il linguaggio della loro regione e del loro tempo. Il gruppo sarà attivo fino al 1956. Dal 1952 al 1953 viaggia per il Marocco dove scopre e studia l'architettura primitiva, che influenzerà profondamente la sua opera. Si trasferisce poi a Parigi, dove lavora per due anni presso lo studio di Jean Prouvé, grazie al quale incontra Le Corbusier. Al suo ritorno in Norvegia nel 1954 apre il proprio studio. 
Nel 1962 realizza il Padiglione dei Paesi scandinavi nei Giardini della Biennale di Venezia a seguito della vittoria di un concorso per la costruzione di tale edificio. Dal 1967 al 1979 progetta il Museo della Cattedrale di Hamar. Insegna presso la Scuola di architettura di Oslo dal 1971 al 1991 e inoltre è professore onorario presso diverse facoltà di architettura in Europa e negli Stati Uniti. Ha realizzato numerosi musei ma ha anche progettato diverse case private, come la Casa Schreiner a Oslo (1963) e la Casa Busk a Bamble (1990). 
La maggior parte delle sue opere si trovano in Norvegia. Benché abbia vinto un gran numero di concorsi, pochi dei suoi progetti sono stati effettivamente costruiti. Ha ricevuto numerosi riconoscimenti, fra cui la Medaglia d'Oro Heinrich Tessenow, il Premio Pritzker, ambedue nel 1997, e il Premio Culturale del Consiglio Norvegese (1998). In quest'occasione è stata realizzata in Italia una mostra retrospettiva del suo lavoro nella Basilica Palladiana di Vicenza e l'editrice Electa ha pubblicato una sua monografia.

## Principali opere realizzate

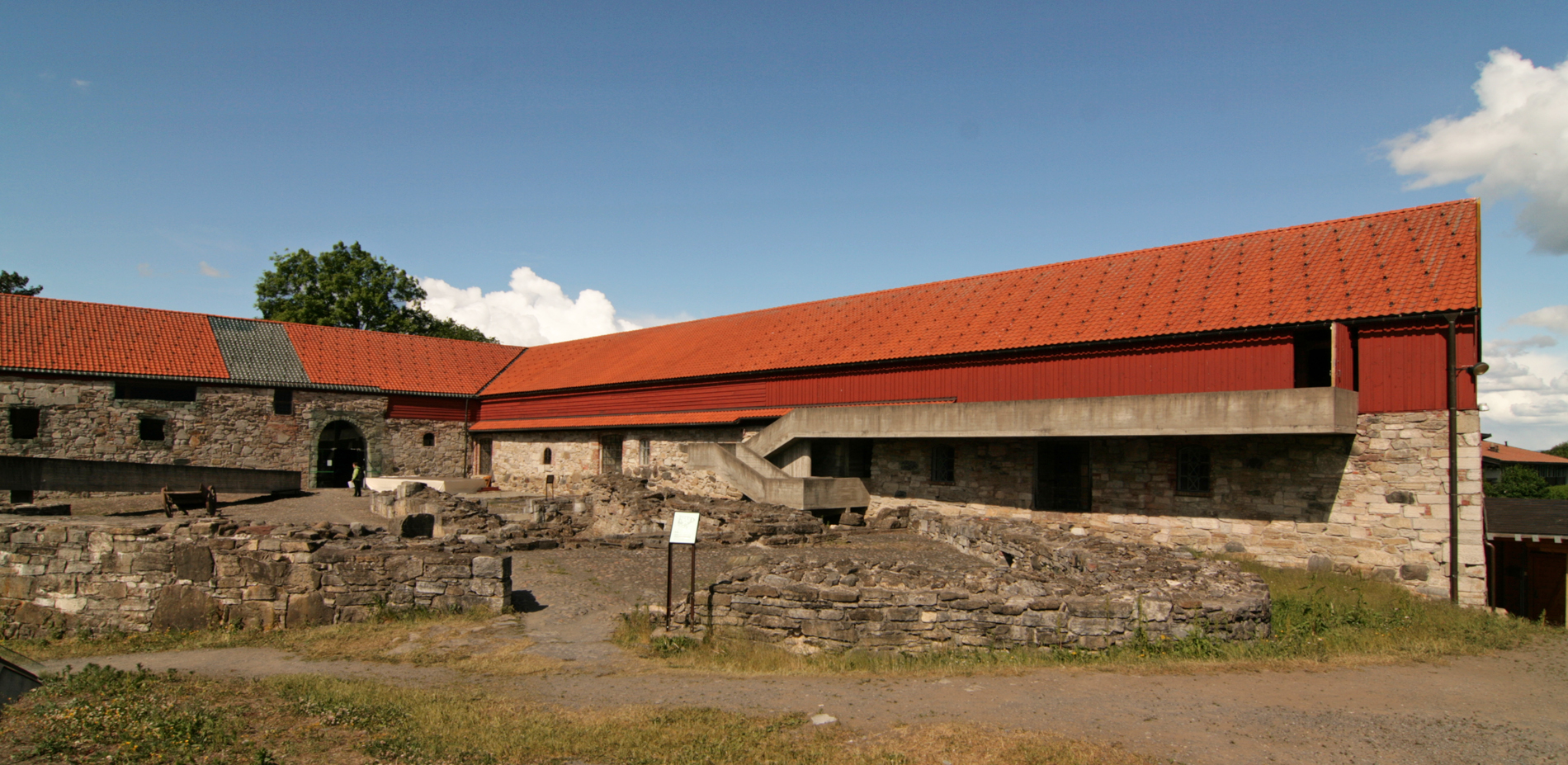
Museo dell'Hedmark di Hamar

- Casa per anziani di Økern a Oslo (1955), in collaborazione con Geir Grung;
- Padiglione della Norvegia all'Esposizione Internazionale di Bruxelles (1958);
- Padiglione dei Paesi Scandinavi alla Biennale di Venezia (1962);
- Museo dell'Hedmark di Hamar (1975);
- Scuola Skådalen per maludenti a Oslo (1971-77);
- Mostra dei Soldati Cinesi a Hovikodden (1972);
- Casa Brick a Bærum (1986);
- Casa Kise a Skien (1987-90);
- Casa Busk a Bamble (1990);
- Museo dei Ghiacciai a Fjærland (1991);
- Casa Eco a Norrköping in Svezia (1991-92);
- Museo di Aukrust a Alvdal (1995);
- Centro di Ricerca del Museo dei Ghiacciai a Fjærland (1995);
- Centro Ivar Aasen a Ørsta (2000);
- Museo della Fotografia a Horten (2001);
- Ampliamento del Museo dell'Hedmark di Hamar (di cui è anche autore) (2005);
- Padiglione espositivo per il Museo Norvegese di Architettura a Oslo (2008) Disegni e foto

### In italiano
- Sverre Fehn, L'albero e l'orizzonte, in "Spazio e società" n. 10, giugno 1980
- Concorso internazionale per il nuovo Palazzo del cinema al Lido di Venezia: Carlo Aymonino, Mario Botta, Sverre Fehn, Electa, 1991
- Sverre Fehn, Spiriti del nord, in "Spazio e società" n. 60, 1992
- AA. VV., Sverre Fehn. Architetto del paese dalle ombre lunghe, Fratelli Fiorentino, 1993
- Amedeo Petrilli, Un prototipo ecologico di Sverre Fehn, Mauritzberg Manor, Norrköping, Svezia, in "Spazio e società" n. 64, 1993
- Per-Olaf Fjeld, Sverre Fehn. Tre musei in Norvegia, in "Casabella" n. 611, aprile 1994
- Gennaro Postiglione, House is not home: la domesticità delle case di Sverre Fehn, in "Costruire in laterizio" n. 40, 1994
- Paolo Giardiello, Sverre fehn, tra natura e artificio, in "Casabella" n. 635, giugno 1996, pp. 18–31
- Christian Norberg-Schulz, Gennaro Postiglione, Sverre Fehn. Opera completa, Electa, 1997
- Sverre Fehn, Villa Busk a Bamble, Oslo, in "Area" n. 33, luglio/agosto 1997
- Sverre Fehn, Come sono nate le nostre dimensioni, in "Area" n. 46, 1999
- Francesco Dal Co, Il Museo Ivar Aasen: l'antiretorica della depense, in "Casabella" n. 684/685, dic/genn. 2001, pp. 122–143
- Gennaro Postiglione, Giulio Padovani, Museo dei ghiacciai a Fjaerland, Alinea editrice, 2003
- Yehuda Safran, L'orizzonte norvegese dell'archeologia, in "Domus" n. 895, settembre 2006, pp. 104–109 leggere l'articolo[collegamento interrotto]
- Sette piccoli musei, in "Casabella" n. 769, sett. 2008, pp. 32–83

### In inglese
- AA. VV., The Secret of the Shadow: Light and Shadow in Architecture, 2002 con scritti di Sverre Fehn
- Sverre Fehn, The poetry of the straight line =: Den rette linjes poesi, 1992

- Per-Olaf Fjeld, Sverre Fehn on the Thought of Construction, Rizzoli International, 1983
- Yukio Futagawa, Sverre Fehn. Glacier Museum. The Aukrust Centre, in "GA Document 56", 1998
- Sverre Fehn. Studio Holme, in "GA Houses 58", 1998